# Burakin
Burakin is een plaats in de regio Wheatbelt in West-Australië.

## Geschiedenis
Ten tijde van de Europese kolonisatie leefden de Balardong Nyungah in de streek.
Landmeter-generaal John Septimus Roe ontdekte de streek in 1836, zeven jaar na de stichting van de kolonie aan de rivier de Swan. De enige kolonisten die de streek tot rond de eeuwwisseling aandeden waren sandelhoutsnijders en de schapenhoeders van de abdij van New Norcia.
In 1913 lobbyde de lokale gemeenschap voor de aanleg van een spoorweg. Toenmalig minister van spoorwegen Philip Collier zegde toe maar de Eerste Wereldoorlog zorgde voor uitstel. Met het vooruitzicht van de komst van de spoorweg vestigden zich vanaf 1923 mensen in de streek. Vanaf 1925 werden er winkelwaren geleverd.
Burakin werd in 1928 officieel gesticht. De naam is Aborigines van afkomst maar de betekenis is niet bekend. Het werd aanvankelijk Borrikin gespeld.
Pas in april 1929 opende de spoorweg officieel. Een maand later opende een nevenspoor. Er werden spoorweggebouwen gezet want de spoorweg vertakte er naar Kalannie en naar Bonnie Rock. Durack opende er dat jaar een winkel. Vanaf 1935 werd geprobeerd een school te ontwikkelen in Burakin. In 1941 werd les gegeven in Duracks winkel. Op 10 mei 1942 opende het schooltje uiteindelijk. In 1947 werd het alweer gesloten en de leerlingen werden vanaf dan met een schoolbus naar Ballidu gevoerd. Op 1 december 1956 opende een gemeenschapszaal, de 'Burakin Hall'.

## 21e eeuw
Burakin maakt deel uit van het lokale bestuursgebied (LGA) Shire of Wongan-Ballidu, een landbouwdistrict. Het heeft een gemeenschapszaal. In 2021 telde Burakin 30 inwoners.
In 2000 en 2001 werd Burakin getroffen door een hele reeks aardbevingen.

## Transport
Burakin wordt via de Hospital Road met Wongan Hills verbonden. Dat ligt langs de Northam-Pithara Road die de Great Northern Highway met de Great Eastern Highway verbindt. Burakin ligt 242 kilometer ten noordoosten van de West-Australische hoofdstad Perth, 128 kilometer ten noordnoordoosten van Northam en 80 kilometer ten noordoosten van Wongan Hills, de hoofdplaats van het lokale bestuursgebied waarvan het deel uitmaakt.
De spoorweg die door Burakin loopt maakt deel uit van het Grain Freight Rail Network van Arc Infrastructure.

## Externe links

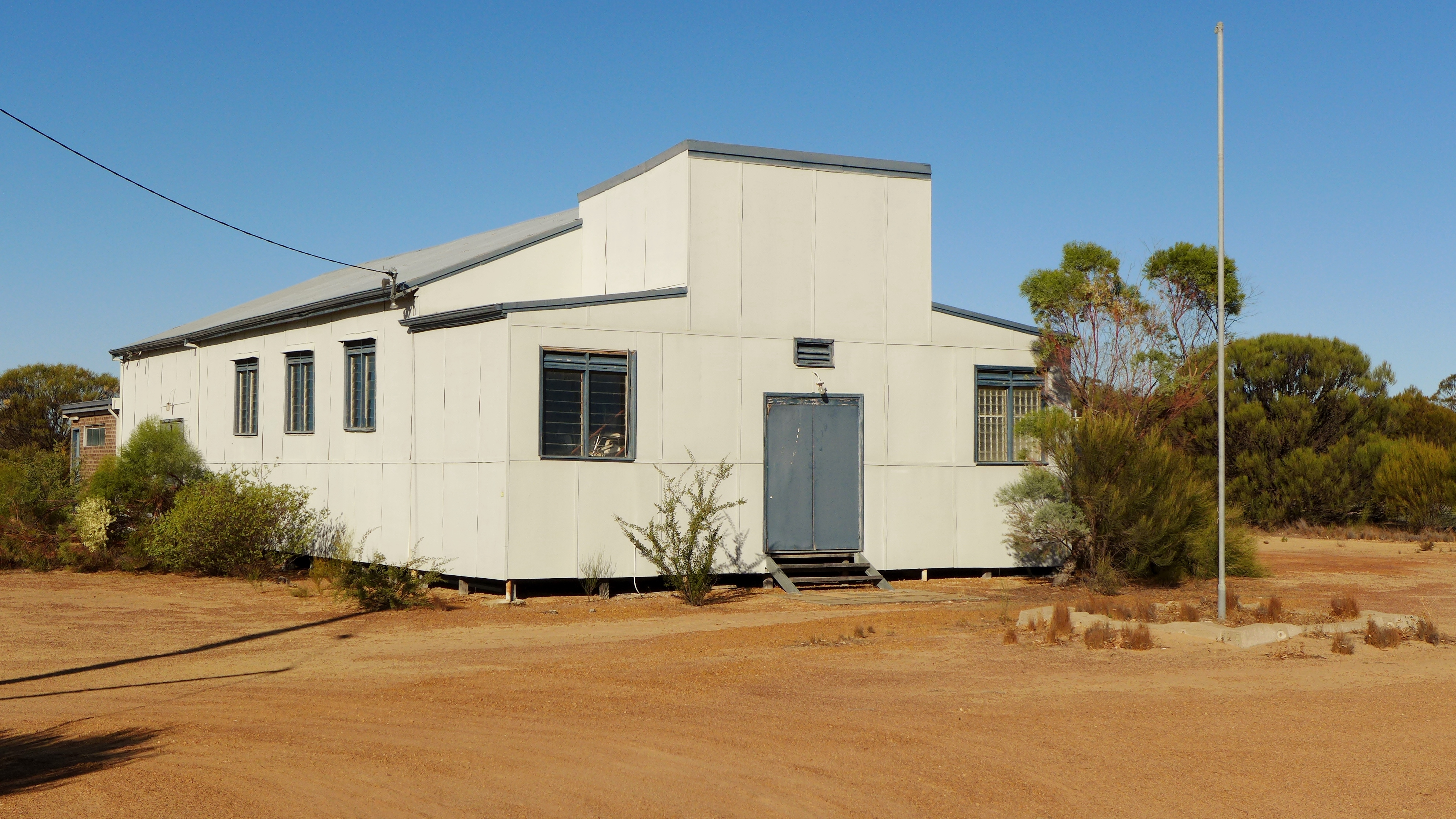
Burakin Hall